# Ticket to Ride
{{Info/Single
```
|Nome           = Ticket to Ride
|Imagem         = 
|Imagem_tamanho = 
|Legenda        = 
|Artista        = 
The Beatles

|Álbum          = 
Help!

|Lançado        = 
 
9 de Abril
 de 
1965
 
19 de Abril
 de 1965
|Formato        = 7"
|A-side         = 
|B-side         = 
Yes It Is

|Gravado        = 
Abbey Road Studios
, 
15 de fevereiro
 de 
1965
```

 |Gênero         = 
- Power pop
- jangle pop
- folk rock

```
|Duração        = 3:12
|Gravadora      = 
 
Parlophone
 
Capitol Records

|Compositor     = 
Lennon/McCartney

|Letrista       = 
|Produtor       = 
George Martin

|Certificação   = 
|Crítica        = 
|Gravado_vídeo  = 
|Lançado_vídeo  = 
|Director       = 
|Duração_vídeo  = 
|Orçamento      = 
|Último single  = "
If I Fell
"/"
Tell Me Why
"
(
1964
)
|Este single    = "Ticket to Ride"/"
Yes It Is
"
(1965)
|Próximo single = "
Help!
"/"
I'm Down
"
(1965)
|Miscelâneo     = 
```

 Lista de faixas de Help!

|  | You're Going to Lose That Girl (6) |

| Act Naturally |

"Ticket to Ride" é uma canção composta por John Lennon e creditada Lennon/McCartney. Foi gravada pela banda britânica The Beatles e lançada em 1965 como single, tendo como Lado B a canção Yes It Is, e também no álbum Help!. A canção manteve-se no topo das paradas britânicas de singles por 3 semanas, enquanto nos Estados Unidos ela alcançou o topo da Billboard Hot 100 por uma semana.

## Créditos
- John Lennon – vocal principal e guitarra base
- Paul McCartney – vocal harmônico, baixo, guitarra solo
- George Harrison – guitarra solo de 12 cordas
- Ringo Starr – bateria e pandeirola